# Royal Tyrrell Museum of Palaeontology
Das Royal Tyrrell Museum of Palaeontology ist ein weltweit bekanntes paläontologisches Museum in Drumheller, Alberta (Kanada). Sein Schwerpunkt liegt auf den zahlreichen Fossilienfunden aus den Kanadischen Badlands.
Das Museum ist nach dem Geologen Joseph Burr Tyrrell benannt, dem Entdecker von Dinosaurierfossilien in der Region. Es wurde 1985 als Tyrrell Museum of Palaeontology eröffnet und erhielt 1990 den Namen Royal Tyrrell Museum of Palaeontology. Das Museum liegt im Midland Provincial Park, einem der Provincial Parks in Alberta.

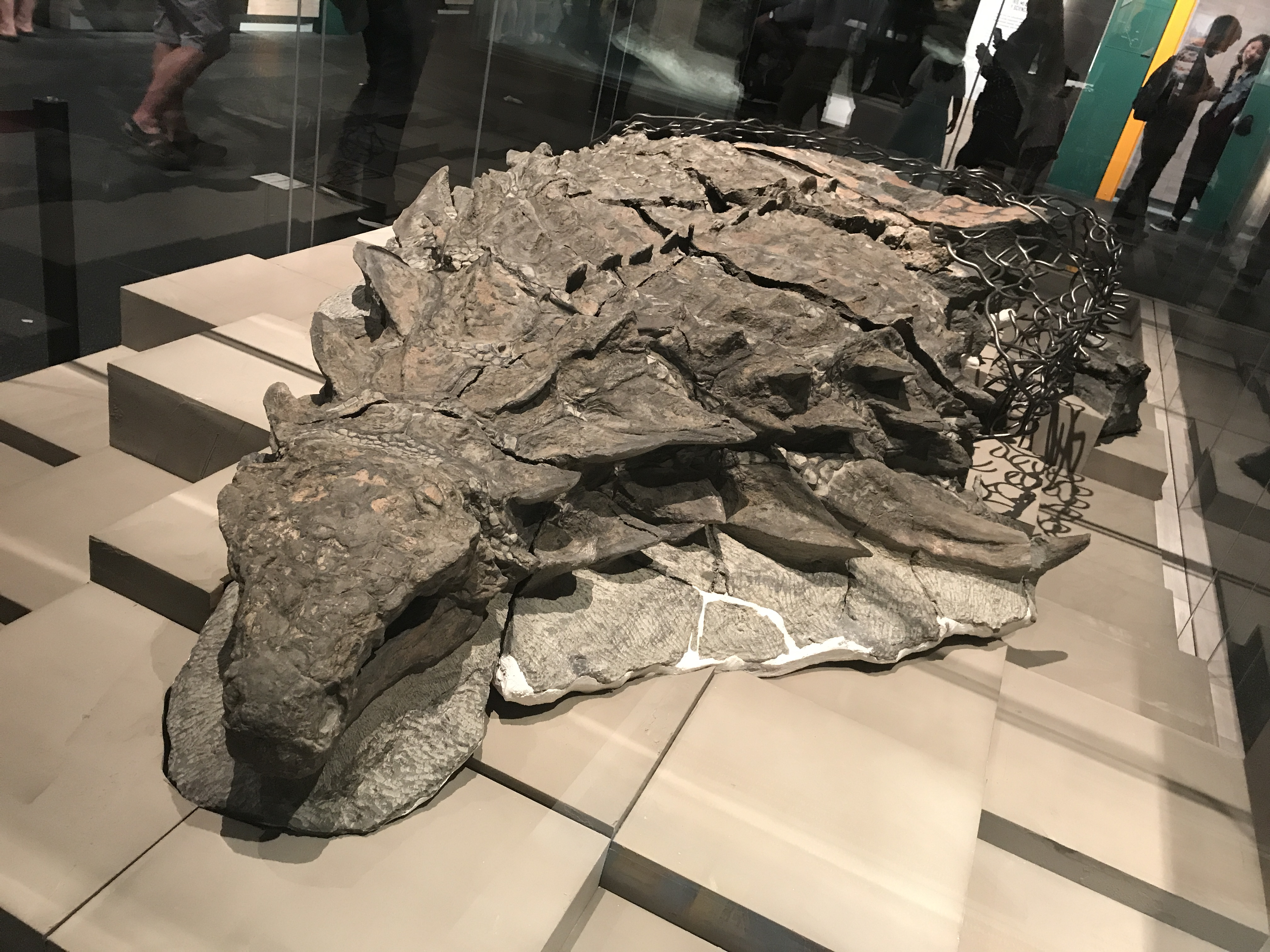
Borealopelta markmitchelli

Unter den Ausstellungsstücken befinden sich 40 vollständige Dinosaurierskelette, die weltweit größte Sammlung dieser Art. Darunter ist auch Tyrannosaurus rex, einer der größten fleischfressenden Dinosaurier und Albertosaurus, dessen Fossilien erstmals von Tyrrell gefunden wurde sowie Borealopelta, das im Norden der Provinz Alberta gefunden wurde und das bisher das einzige bekannte Exemplar dieser Gattung ist. Weitere Ausstellungsstücke sind eine große Anzahl von Fossilien aus dem Burgess-Schiefer von den kanadischen Rocky Mountains, das Modell eines Riffs aus dem Devon in Originalgröße, sowie ein botanischer Garten mit 600 Pflanzen aus der Kreidezeit.